# فرودگاه بین‌المللی ووسو تائی‌یوان
فرودگاه بین‌المللی ووسو تائی‌یوان (به انگلیسی: Taiyuan Wusu International Airport) یک فرودگاه همگانی مسافربری با کد یاتا TYN است که یک باند فرود بتن دارد و طول باند آن ۳۲۰۰ متر است. این فرودگاه در شهر تائی‌یوان کشور چین قرار دارد و در ارتفاع ۷۸۵ متری از سطح دریا واقع شده‌است.

## شرکت‌های هواپیمایی و مقصدهای پروازی
| شرکت‌های هواپیمایی      | مقصدهای پروازی                  |
| ---------------------- | ------------------------------- |
| ایر چاینا              | پکن                             |
| بیجینگ کپیتال ایرلاینز | هانگجو ژیاشان، هاربین تایپینگ   |
| هواپیمایی شرقی چین     | پکن، هوهوت بایتا، شی‌آن شیان‌یانگ |
| چاینا یونایتد ایرلاینز | پکن نانیوان                     |
| China Express Airlines | هوهوت بایتا                     |
| جونیائو ایرلاینز       | هایلار دنگشان، شانگهای پودنگ    |
| Loong Air              | هانگجو ژیاشان، هاربین تایپینگ   |
| شانگهای ایرلاینز       | هاربین تایپینگ                  |
| اسپرینگ ایرلاینز       | چانگچون لونگییا، شنژن بن        |